# 유리딘 일인산
유리딘 일인산(영어: uridine monophosphate, UMP)은 RNA에서 단위체로 사용되는 뉴클레오타이드의 한 종류이다. 5′-유리딜산 또는 유리딜산이라고도 한다. 유리딘 일인산은 뉴클레오사이드인 유리딘과 인산의 에스터이다. 유리딘 일인산은 핵염기인 유라실, 5탄당인 리보스, 인산으로 구성되므로 리보뉴클레오타이드 일인산이다. 치환기로 사용될 때는 접두사 "유리딜릴-"로 나타낸다. 유리딘 일인산의 디옥시 형태는 디옥시유리딘 일인산으로 약어는 dUMP로 표기한다. UMP의 공유 결합(예: 아데닐릴전이효소와 같은 단백질)은 유리딜릴화(uridylylation) (또는 때때로 유리딜화(uridylation))라고 한다.

## 생합성
유리딘 일인산은 오로티딜산 탈카복실화효소가 촉매하는 탈카복실화 반응에서 오로티딘 일인산(오로티딜산)으로부터 생성된다. 효소에 의해 촉매되지 않는 탈카복실화 반응은 매우 느리다(평균 7,800만년에 한 번 일어나는 것으로 추정된다). 효소에 의해 적절하게 촉매되면, 탈카복실화 반응 속도는 1017배 증가한 1초당 한 번 일어난다.
사람의 경우 오로티딜산 탈카복실화효소의 기능은 UMP 합성효소에 의해 수행된다. UMP 합성효소의 결함은 대사 이상인 오로트산뇨증을 유발할 수 있다.

## 동물의 지능에 미치는 영향
한 연구에서 유리딘 일인산, 콜린, 도코사헥사엔산(DHA)를 혼합하여 먹인 저빌은 보충제를 먹이지 않은 저빌에 비해 미로에서 길을 찾는 능력이 현저하게 향상된 것으로 밝혀져서 인지 기능의 향상을 시사했다.

## 음식에서
뇌 연구에서 유리딘 일인산은 유리딘을 편리하게 전달하는 화합물로 사용된다. 유리딘은 유리딘 일인산의 활성 성분이다. 유리딘은 많은 음식에서 주로 RNA의 형태로 존재한다. 비인산화된 유리딘은 간과 위장관에서 거의 전부가 이화작용으로 분해되기 때문에 생물학적으로 이용가능하지 않다.

## 같이 보기
- 뉴클레오사이드
- 뉴클레오타이드
- DNA
- RNA
- 올리고뉴클레오타이드
- 피리미딘 대사